# Nanna Brosolat Jensen
Nanna Brosolat Jensen (født 2. januar 1984) er en dansk badmintonspiller, der spillede for BS København. Hun har i en periode været Danmarks næstbedste damesinglespiller efter Tine Rasmussen, og hun har fået sit internationale gennembrud under All England 2009, hvor hun med en placering som nummer 46 på verdensranglisten (pr. 5. marts 2009) og som kvalifikationsspiller har nået semifinalen.